# Richard Lemon Lander

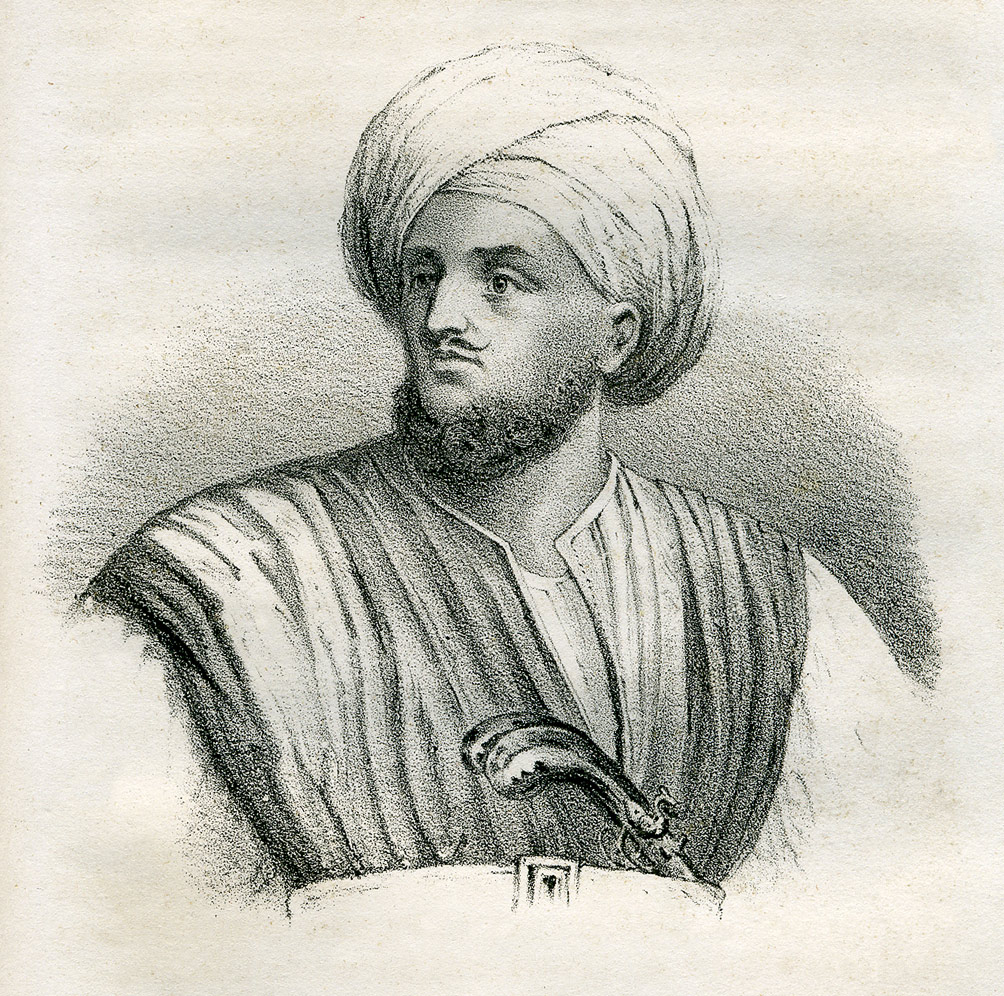
Richard Lemon Lander

Richard Lemon Lander, född 8 februari 1804, död 6 februari 1834, var en brittisk forskningsresande.
Lander följde Hugh Clapperton på dennes andra expedition till Västafrika och utgav hans papper. Tillsammans med sin bror John Lander (1807–1839) bereste och kartlade han 1830–31 Niger och upptäckte den stora bifloden Benue. Under en följande expedition på Niger dödades Lander av infödingar. Lander skrev Journal of an expedition to explore the course and termination fo the Niger (3 band, 1832).